# Buzurgmehr Jorov
Buzurgmehr Jorov (tádžicky: Бузургмеҳр Ёров; * 9. července 1971) je tádžický právník, iniciátor vzniku nezávislé advokátní komory v Tádžikistánu.
Jako obhájce lidských práv v Tádžikistánu zastupoval i politicky pronásledované. Obvinil státní orgány z porušování lidských práv a informoval o mučení, kterému byl vystaven jeho zatčený klient. V roce 2015 obhajoval 13 členů opoziční Strany islámské obrody. Jorov byl obviněn z „vzbuzování národního, rasového, místního nebo náboženského nepřátelství a extremismu“ a odsouzen na 28 let vězení. Organizace Člověk v tísni mu za rok 2019 udělila cenu Homo Homini, a to za „odhodlání hájit základní lidská práva a zajistit spravedlivé soudní řízení pro všechny občany Tádžikistánu“. Cenu za něj v březnu 2020 na festivalu Jeden svět převzal jeho bratr Džamšed Jorov žijící v exilu v Polsku, a to z rukou ukrajinského filmového režiséra a držitel Sacharovovy ceny 2018 Oleha Sencova.